# Unfriended: Dark Web
Unfriended: Dark Web è un film del 2018 diretto da Stephen Susco.
Sequel di Unfriended (2014), è stato presentato in anteprima al South by Southwest il 9 marzo 2018.

## Trama
Un ragazzo di nome Matias sta esaminando un nuovo laptop che ha trovato nel cyber café dove lavora, che originariamente apparteneva a un certo Norah C. IV; tenta di scaricare un'app per la lingua dei segni per meglio comunicare online con la sua fidanzata sordomuta Amaya. Tuttavia, Amaya non è felice perché così Matias non ha modo di allenarsi a comprenderla meglio. Nel frattempo, Matias continua a ricevere messaggi per Norah da qualcuno di nome Erica. 
Accede poi a una videochiamata Skype con i suoi amici - Damon, A.J., Lexx, Serena e Nari - ma il computer continua a bloccarsi; il ragazzo capisce allora che, in realtà, a scrivergli è Norah tramite il profilo di Erica: Norah lo accusa di avergli rubato il computer, intimandogli di restituirglielo. Matias ha effettivamente sottratto il laptop da una scatola di oggetti smarriti in un cyber café e, pentito, si accinge a eseguire. Resta però incuriosito da un messaggio per Norah sul pagamento ricevuto per un video e conversa con la persona misteriosa, Charon68. Gli amici di Matias seguono le sue azioni, nonostante A.J. li avverta che potrebbe trattarsi del Dark Web. Charon68 fornisce dettagli raccapriccianti sul video richiesto e, quando arriva a parlare di trapanazione su una persona viva, Matias chiude la chat disturbato.
Damon si rende conto che "Norah C." sta per "Charon" (Caronte) scritto al contrario, quando Matias trova dei video nascosti nel laptop contenenti torture e imprigionamenti a danni di giovani ragazze. Cerca un indirizzo elencato in uno di essi e scopre che una ragazza di nome Erica Dunne (la stessa dal cui profilo stava scrivendo Norah) è scomparsa da lì. Matias riceve una videochiamata da Amaya ma a parlargli dall'altra parte della telecamera è Norah C., che continua a chiedere il suo laptop minacciando di uccidere Amaya anche nel caso in cui si cercasse di avvertire qualcuno. Matias nota che Nari sta cercando di chiamare la polizia, quindi cerca di spacciare l'accaduto per un gioco, sebbene i suoi amici restino turbati. Matias cerca di convincere Amaya a venire da lui come richiestogli da Norah (essendo l'uomo nascosto nella stanza della ragazza), ma lei è ancora arrabbiata con lui, credendo che non voglia impegnarsi a imparare il linguaggio dei segni per lei. Matias la convince a venire, così che Norah la segua fino a casa sua per scambiare la sicurezza di Amaya con il laptop. Per assicurarsi che Norah rispetti le trattative, Matias trasferisce la sua criptovaluta dal suo conto al proprio e chiede a Norah, oltre alla vita di Amaya, anche che Erica torni a casa.
Improvvisamente, Matias riceve messaggi da un gruppo chiamato "Il Circolo", i quali sono consapevoli delle azioni di Matias. Poi dozzine di account "Charon" si uniscono alla videochiamata con i suoi amici, che ormai anche loro conoscono la situazione. Viene mandato un video che mostra Lexx venire uccisa gettata da un tetto; subito dopo, il Circolo rivela di aver mandato alla polizia un audio modificato di A.J. in cui sembra stia pianificando un attacco al centro commerciale. Gli agenti si preparano a fare irruzione in casa del ragazzo, il quale non intende opporre resistenza, ma gli hacker fanno in modo di farlo sembrare armato riproducendo il suono di armi da fuoco dal suo computer, portando la polizia ad aprire il fuoco contro A.J. e ucciderlo. Nari esce di casa per cercare di avvertire la polizia ma, poco dopo, il Circolo mostra di tenerla sott'occhio mediante le telecamere e intima a Serena di scegliere chi salvare tra lei e la madre gravemente malata ricoverata in ospedale. Non riuscendo a prendere una decisione, il Circolo uccide Nari gettandola sotto un treno, la madre di Serena spegnendo il suo supporto vitale e la stessa Serena dopo un'irruzione a casa sua. Matias esce di casa per andare incontro ad Amaya, lasciando acceso il portatile affinché Damon possa copiare i file incriminati. Nel frattempo, un membro del Circolo si introduce in casa di Matias con Erica priva di sensi e la nasconde nel suo armadio. Damon minaccia il gruppo affermando che sta registrando tutto affinché la polizia possa arrestarli ma, con suo orrore, realizza che il Circolo ha fatto trovare di proposito il laptop a Matias per incastrare lui e i suoi amici per i loro crimini. Pochi istanti dopo, un altro hacker uccide Damon impiccandolo nel suo armadio e scrive una falsa confessione per far credere che Damon e i suoi amici si sono uccisi per i sensi di colpa. Matias riceve una chiamata da Amaya e scopre che il Circolo ha modificato i suoi messaggi per inviare la ragazza in un magazzino abbandonato, guardando impotente la sua ragazza mentre viene aggredita da uno degli hacker. Distrutto, chiede al Circolo perché abbia fatto tutto questo e il gruppo risponde che si è trattato di una "nottata da gioco".
Il Circolo lancia un sondaggio per decidere il destino di Matias, se lasciarlo vivere o ucciderlo; mentre votano lui ride, non preoccupandosi più della propria sicurezza. Erica si sveglia nell'appartamento di Matias e va al computer chiedendo aiuto; il video si interrompe quando lei scopre un buco nel suo cranio e inizia ad urlare. Per strada, il sondaggio giunge al termine con la maggioranza che vota la morte di Matias, il quale viene investito. Il loro lavoro è completo e i loro crimini scaricati su Matias e i suoi amici, pertanto i membri del Cerchio si radunano davanti alle telecamere e festeggiano mentre un altro Charon guarda dalla propria telecamera.

### Finali alternativi
Per il film, oltre a quello originale, sono stati girati altri tre diversi finali. Uno è relativo alla pellicola stessa, gli altri due sono stati inclusi nella versione DVD del film.
I finali girati sono i seguenti:

#### Matias sepolto vivo
Matias scrive ad Amaya di incontrarlo nel posto dove si sono baciati per la prima volta. Arrivato sul posto, trova un buco nel terreno con una bara aperta: poco dopo un Charon lo stende. Amaya arriva e chiama Matias, che viene svegliato dalla suoneria del telefono. Rendendosi conto di essere stato sepolto vivo cerca di scrivere ad Amaya, ma il Circolo cambia tutti i suoi messaggi. Quando tenta di video chattare, il Cerchio censura la sua bocca in modo che Amaya non possa leggere le sue labbra. Il destino di Matias resta sconosciuto in quanto il film finisce prima che Amaya comprenda la situazione.

#### Primo finale del DVD ("se lo sono guadagnato")
Nel primo dei due finali del DVD, Matias scrive ad Amaya di incontrarlo dove si sono baciati e lei giunge sul posto filmata da diversi hacker nascosti. Proprio quando arriva Matias, i Charon escono dal nascondiglio, trattengono i due e lanciano un sondaggio per decidere il loro destino. La maggioranza dei membri vota di ucciderli, ma un messaggio di gruppo è pubblicato da Charon IX dal titolo "They_Earned_It.m4v" ("se lo sono guadagnato") insieme a una registrazione della contrattazione di Matias per la vita di Erica con Caronte IV usando i suoi soldi. Questo porta il Circolo a dare rispetto a Matias, rilasciando i due che si abbracciano. Nel frattempo, Erica si sveglia nell'appartamento di Matias e va al computer, chiedendo aiuto e urlando.

#### Secondo finale del DVD (suicidio)
Nel secondo finale del DVD, Matias individua il magazzino in cui il Circolo ha catturato Amaya. Non trovandola da nessuna parte perde ogni speranza; trova quindi una pistola sul pavimento e sembra iniziare a contemplare il suicidio. Sul Circolo viene lanciato un sondaggio per discutere se Matias si ucciderà; il film termina prima di scoprire la sua decisione.

## Produzione
Il film è stato girato in segreto nel 2017.

## Promozione
Il budget del film è stato di 1 milione di dollari.
Il primo trailer è stato distribuito il 14 giugno 2018 e il secondo il 16 luglio 2018.

## Distribuzione
Il film è stato presentato al SWSX il 9 marzo 2018.
Il film è stato distribuito nelle sale nordamericane il 20 luglio 2018. In Italia è uscito il 16 maggio 2019.

## Accoglienza

### Incassi
Il film ha incassato nel mondo 15,9 milioni di dollari, rivelandosi un buon successo commerciale, anche se il suo risultato è deludente rispetto al primo film.

### Critica
Unfriended: Dark Web, come col precedente capitolo, ha ricevuto opinioni miste dalla critica. Rotten Tomatoes assegna al film il 60% delle critiche positive con un voto medio di 5,8/10 basato su 119 critiche. Su Metacritic ha un punteggio del 53 su 100 basato su 26 recensioni.